# Кирил Топалов
Кирил Любомиров Топалов е български писател, драматург, литературен историк, преводач, дипломат.

## Биография
Роден е на 21 май 1943 година в София. Топалов е македонски българин, потомък на бежанци от Дебър. През 1961 г. завършва гимназия в София. От 1961 до 1964 г. отбива редовната си военна служба във военноморския флот във Варна. През 1968 г. завършва българска филология в Софийския държавен университет. През 1969 – 1970 е специалист-филолог в Института по български език при БАН. От 1970 до 1974 г. е редовен аспирант по българска възрожденска литература, с научен ръководител акад. Петър Динеков. От 1974 до 1982 г. е негов асистент в Софийския университет. През 1976 г. защитава докторат на тема „Проблеми на поетиката на възрожденската поезия“. През 1982 г. се хабилитира – доцент. През 1977 – 1989 г. работи по съвместителство и като редактор в издателство „Български писател“. През 1977 г. е на едномесечна специализация във Варшавския университет, през 1978 – 1979 г. специализира новогръцка филология в Атинския университет, а през 1981 г. специализира в Солунския университет.
Член е на Международния ПЕН, на Съюза на българските писатели, по-късно – на Сдружението на български писатели, както и на СБЖ. През 1989 – 1994 г. е заместник-председател на Съюза на филолозите-българисти. Член е на световната елинистична академия „Аркадия“, на международната научна академия „Космас Етолос“ и на други чуждестранни научни дружества. Почетен член е на Националния съюз на гръцките писатели и на Съюза на гръцките преводачи (от 1998).
През 1992 – 1994 г. преподава български език и цивилизация в университета в Екс-ан-Прованс, Франция.
През 1997 – 1998 г. е директор на Народната библиотека „Св. св. Кирил и Методий“ в София.
През 1998 – 2002 г. е посланик на България в Гърция (Атина). Благодарение на десетилетните си широки връзки с атинския културен, научен и политически елит Кирил Топалов допринася както за преодоляването на стари балкански предубеждения между двете страни, така и за изграждането на атмосфера на доверие в осъществяването на редица важни за България стъпки – премахването на визовия режим, влизането на страната ни в Европейския съюз и НАТО, изграждането на българо-гръцките пътни връзки през Родопите, осъществяването на интензивно културно и икономическо сътрудничество, защита на правата и интересите на многобройната българска икономическа емиграция в Гърция.
През 2003 г. е избран за общински съветник в Столичната община, където е председател на Постоянната комисия по евроинтеграция и връзка с гражданското общество и заместник-председател на Постоянната комисия по образование, култура и вероизповедания. Съдейства за решаването на проблемите на много столични културни институции. По негови предложения много от безименните нови улици в София получават имена на видни учени, писатели, артисти и други културни дейци, както и на заглавия на творби от българската литературна класика.
Председател е на Управителния съвет на Института за евроатлантическа сигурност (2002 – 2005), на Фондация „Академия за балканска цивилизация“ (от 2003) и на Национална асоциация „Георги С. Раковски“ (от 2004), директор и един от основателите на Института за демокрация и стабилност в Югоизточна Европа (2004 – 2007), председател на Българската секция на Световното дружество „Приятели на Никос Казандзакис“ и член на Управителния съвет на Световното дружество в Женева (2004).
През 2002 г. е избран за професор по българска възрожденска литература в СУ „Св. Климент Охридски“. Преподава българска литература още в НАТФИЗ „Кр. Сарафов“, в Нов български университет, Шуменския университет „К. Преславски“, ЮЗУ „Н. Рилски“ и Арт-колеж – София. От 2018 г. е член на Съвместната мултидисциплинарна експертна комисия по историческите и образователни въпроси на България и Северна Македония, създадена в резултат на Договора за приятелство, добросъседство и сътрудничество между Република България и Република Северна Македония.
През юни 2003 г. Софийският университет организира честване на 60-годишния юбилей на проф. Кирил Топалов в Аулата на СУ, след като се оказва, че предвидената за събитието Академична зала № 1 не може да побере многобройните почитатели и приятели на Топалов – писатели, учени, театрални и кинодейци, политици и общественици. След приветствията са представени осъществените от Университетското издателство издания на негови избрани романи и избрани пиеси, новата му монография „Раковски и Ригас в културно-историческите модели на Балканското възраждане“, както и сборника с изследвания в негова чест от български и чуждестранни учени „Разночетенията на текста" с въвеждаща студия-предговор от Светлозар Жеков.
През 2008 г. в Голямата читалня на Университетската библиотека академическата общност и приятелите на Кирил Топалов честваха неговата 65-та годишнина с представяне от доц. Георги Цанков на научния и творческия му път и на четиритомното юбилейно издание от Университетското издателство "Избрани произведения – Разкази, Исторически романи, Съвременни романи и Пиеси). Стоян Алексиев, Ангел Георгиев и други актьори от софийски театри прочетоха негови разкази. Големият български музикант Симеон Щерев украси юбилея с великолепни изпълнения на вълшебната си флейта.
През 2011 г. К. Топалов е управител на Фонд „Научни изследвания“ при МНП. През 2012 – 2013 г. е последователно съветник и секретар на президента Росен Плевнелиев по култура, духовност и национална идентичност. През 2013 г. 70-годишният му юбилей е отпразнуван в многобройно присъствие на приятели, колеги и читатели в Софийската градска художествена галерия с премиера на романа му „Хей, Крали Марко“, представен от писателя и литературен изследовател доц. Йордан Ефтимов, с участието на актьора Михаил Петров, пианиста Александър Пумпалов и студенти-музиканти.
На 22 май 2023 г. в препълнената от колеги, приятели, читатели и почитатели Аула на Софийския университет се чества тържествено 80-годишният му юбилей със слова за научната му дейност от ректора проф. Анастас Герджиков, декана на ФСФ доц. Бойко Пенчев и проф. Николай Чернокожев. Специално поздравление от името на Столична община поднесе кметът Йорданка Фандъкова, някогашна студентка на юбиляря. Проф. Михаил Неделчев очерта научния и писателския му път и представи новата му книга „Живот по неизбежност. Мемоарен роман“, изд. БАРД, 2023. Откъс от книгата изпълни актьорът от Народния театър Михаил Петров, а на рояла бе отново маестро Александър Пумпалов.
От 2013 до 2019 г. е посланик във Ватикана и Суверенния Военен Орден на Хоспиталиерите на Св. Йоан от Йерусалим, Родос и Малта, където организира много научни конференции, посветени на българския духовен принос в европейската култура с участието на български, италиански, полски, гръцки, словашки и др. учени и посетени от най-видни представители на Ватикана и Суверенния Малтийски орден, от представители на италианската интелигенция и българската диаспора. Участва в подобни научни форуми, организирани от италиански и ватикански университети в Рим и Неапол. Организира официалните посещения на папа Франциск (2019) и на държавния секретар на Ватикана кардинал Паролин (2016) в България. Участва в осъществяването на ежегодните посещения в Рим на български официални делегации по повод 24 май. Съдейства активно на богатата дейност на Българския културен институт в Рим. С превод на част от своя роман „Нерви“ участва в творчески форум на Националния съюза на италианските писатели в сградата на Италианския парламент.
Носител е на най-високи държавни ордени на Ватикана (2016), Суверенния Малтийски орден (2017) и Черна Гора (2016).
През 2024 г. „за неговите изключително големи заслуги към Република България в областта на науката и обществената дейност“ е награден с орден „Стара планина“ I степен.

## Творчество
Автор е на многобройни научни изследвания – статии, студии и книги върху историята на българската литература, на известни романи (три от които филмирани), на поставяни на български и чужди сцени театрални и телевизионни пиеси, на книги с разкази за деца и др. Първият роман на Кирил Топалов – Бягай... Обичам те излиза през 1976 г. и с актуалната си и интригуваща проблематика – първа любов, изпитания на приятелството пред примамките на успеха, мечтите и разочарованията на младостта, както и с динамичния и експресивен аз-повествователен стил – бързо налага името на писателя сред най-добрите млади тогава автори, оценен е високо от литературни критици, като Луко Захариев, Светлозар Жеков, Людмила Филипова и др. За голямата популярност на романа допринасят също многото му следващи преиздания от различни издателства и неговото филмиране по сценарий на автора. Филмирани са и два от следващите романи на Кирил Топалов – „Бъди благословена“ (първо изд. 1979) и „Не се сърди, Човече“ (първо изд. 1982), с които той за първи път поставя пред обществото важен и умишлено премълчаван дотогава проблем – за драмата на самотните майки и на изоставените от тях деца. Авторитетната литературна и кинокритика в лицето на Атанас Свиленов, проф. Боян Ничев, проф. Александър Грозев и др. нарежда Топалов сред най-успешните белетристи и сценаристи, а двата романа дълго не слизат от предните места на месечните класации на вестниците за най-четени български книги претърпяват много и високотиражни преиздания.
Предизвиканата от тези романи и филми широка обществена дискусия донася на автора популярност и международни отличия, но и довежда до бързото спиране от цензурата на втория филм, който показва, че трагедията на изоставените деца и липсата на достатъчна грижа на обществото и държавата към тях може да ги доведат и до самоубийство. Следващите романи на Кирил Топалов От тук до хоризонта, Стайна температура, Разминаване, Нерви, Маймунска история и др. очертават зрялата физиономичност на автора и дават повод на някои от най-активните критици, като проф. Иван Попиванов, Светлозар Жеков, Мариана Тодорова, Николай Петев , Вихрен Чернокожев и др. да обгледат по-цялостно присъствието му в полето на съвременната литература, подчертавайки модерността на белетристичния му стил (синтетичен, динамично-психологически, и афористичен), дълбочината и драматичността на нравствените дилеми, които поставя, гражданската непримиримост, смелост и провокативност на позициите му, връзката на някои страни на творчеството му с най-добрите традиции на класическата българска литература.
С някои свои романи, чиито сюжети са почерпени от българското Възраждане (Светогорският бунтар, Венценосецът, Петко Славейков), Кирил Топалов се нарежда и сред предпочитаните от читателите автори на историческа проза.
Успешен е пътят на Кирил Топалов и като драматург. На български и чужди сцени са реализирани постановки на 17 негови пиеси. Още първите му драми И есен идват щъркели, Притча за Философа, Нерви за любов, Вива академия и др. привличат вниманието и предизвикват най-високите оценки на активната театрална критика през 80-те години на ХХ век – Севелина Гьорова, Снежина Панова, Чавдар Добрев, Владимир Каракашев, Димитър Стайков, Красимира Близнакова, Димитър Цолов и др.
Участието на Кирил Топалов в театралния афиш през 90-те години и в началото на XXI век с пиеси, като Бог високо, Горчивата чаша, Игра на мъж и жена, Маймунска история, Свободно съчинение за Слънцето, Експериментът (телевизионна постановка), и др., а също и с постановките на недопуснатите по една и съща причина до сцена както през тоталитарния период, така и през първото десетилетие след демократичните промени остри политически сатири Елате ни вижте и Бизнес допринасят за по-цялостното очертаване на неговия драматургичен профил на писател, който еднакво отговорно навлиза в света и на интимните междучовешки отношения, и на драматичните социални и политически проблеми.
Камерните пиеси на Топалов получиха реализации на сцените в близки и далечни страни, особено през дългия период, когато на автора му бе отнето правото да пътува на Запад. Поради универсалността и актуалността на темите и внушенията си, както и поради високите си художествени качества най-добрите му пиеси, макар и писани преди десетилетия, продължават и днес да се поставят на театралните сцени в България и чужбина.
Резултат на дългогодишната литературно-изследователска работа на Кирил Топалов са редица монографии, студии и статии върху проблематиката на българската и гръцката литература през XVIII – XIX век. Неговите приносни изследвания Проблеми на възрожденската поетика, Петко Р. Славейков, Григор Пърличев. Живот и дело, Проблеми на българската възрожденска литература, Възрожденци, Ботев в пътя на възрожденската поезия, Раковски и Ригас в културно-историческите модели на Балканското възраждане, обемистата антология Българска възрожденска поезия, осъществените от него издания на съчиненията на български възрожденски писатели са ценен влог в проучването на литературата и културата на тази епоха и получават висока оценка от научната критика, а проф. д-р Румяна Дамянова успоредява някои характеристики на научното му дело с това на „най-големите изследователи на Българското възраждане – Ив. Д. Шишманов, Боян Пенев, Петър Динеков“.
Кирил Топалов е и преводач от гръцки. Сред писателите, произведения от които е направил достояние на българския читател или театрален зрител, са Яковос Камбанелис, Василис Василикос, Тасос Атанасиадис, Илияс Симопулос, Никифорос Вретакос, Елени Фенгудаки, Костас Асимакопулос, Ино Балта, Кириакос Хараламбидис и др.
Разкази, романи, пиеси и научни изследвания на Кирил Топалов са преведени на различни европейски езици, както и на арабски.

### Проза
- Бягай... Обичам те, роман, Народна младеж, 1976.
  - Бягай... Обичам те, роман, Отечество, 1986, 1990.
  - Бягай... Обичам те, роман, Академично издателство „Марин Дринов“ и Университетско издателство „Св. Кл. Охридски“, 1997.
- Бунтовна светлина, разкази за деца, Народна младеж, 1978.
- Бъди благословена, роман, Профиздат, 1979.
- Бъди благословена, Не се сърди, Човече, романи, Профиздат, 1982, 1984, 1987; Образование и наука, 1994 (филмирани).
- Будилник с латерна, разкази за деца, Народна младеж, 1981.
- От тук до хоризонта, роман, Георги Бакалов – Варна, 1980.
- Светогорският бунтар, роман, Народна младеж, 1982.
- Стайна температура, романи (Стайна температура и От тук до хоризонта), Народна младеж, 1985.
- Разминаване, роман, Военно издателство, 1986.
- Нерви, роман, Военно издателство, 1989; Образование и наука, 1994.
- Петко Славейков, роман, Народна младеж, 1990.
- Венценосецът, Абагар, 1993.
- Маймунска история, Литературен форум, 1997.
- Избрани романи, Университетско издателство „Св. Кл. Охридски“, 2003.
- Избрани произведения в четири тома. I и II том – романи, III т. – пиеси, IV т. – разкази, Университетско издателство „Св. Кл. Охридски“, 2005 – 2007.
- Хей, Крали Марко, роман, Университетско издателство „Св. Кл. Охридски“, 2013.
- Софийски истории, разкази и новели, Бард, 2021.
- Живот по неизбежност. Мемоарен роман. БАРД, 2023.

### Драматургия
Пиеси, поставяни на български и чужди сцени
- Аз съм Мария.
- И есен идват щъркели.
- Притча за Философа.
- Свободно съчинение за слънцето.
- Да, ама не.
- Вива академия.
- Нерви за любов.
- Страшният съд.
- Бизнес.
- Игра на мъж и жена.
- Експериментът.
- Горчивата чаша.
- Бог високо.
- Елате ни вижте.
- Маймунска история.
- Спасителят.
- Забрадка на слънцето.

### Киносценарии
- Бъди благословена, игрален филм, режисьор Александър Обрешков, 1977. (Първа награда „Златният Лачено“ за сценарий на Международния кинофестивал в Авелино, Италия (1979) и Специална награда за най-хуманен сценарий на Световния червенокръстки фестивал във Варна (1979).
- Бягай... Обичам те, игрален филм, режисьор Рашко Узунов, 1979. (Награда на ЦС на БСФС за сценарий).
- Не се сърди, Човече, игрален филм, режисьор Ивайло Тренчев, 1985. (Само една седмица след излизане на екран филмът е спрян от цензурата).

### Литературознание
- Споделено за поезията, Народна просвета, 1975.
- Проблеми на възрожденската поетика, Наука и изкуство, 1979.
- Петко Р. Славейков, Народна просвета, 1979.
- Григор Пърличев. Живот и дело, Български писател, 1982.
- Проблеми на българската възрожденска литература, Наука и изкуство, 1983.
- Възрожденци, Университетско издателство „Св. Климент Охридски“ (I т. – 1988; II т. – 1990); второ, преработено и допълнено издание – 1999; сл. изд. – 2001, 2003, 2007, 2012).
- Ботев в пътя на възрожденската поезия (Студии и анализи върху поезията и публицистиката на Ботев), Университетско издателство „Св. Климент Охридски“ и Съюз на филолозите българисти, 1992.
- Христо Ботев. Поезия, проза. Студии и анализи, РИК-I-С, 1995.
  - Христо Ботев. Поезия, проза. Студии и анализи, Даниела Убенова, 1997.
  - Българска възрожденска литература (Учебник за 9. клас на средното общообразователно училище, в съавторство), Просвета, 1989, 1992, 1999.
- Българска възрожденска литература. (Учебник за хуманитарните гимназии, в съавторство с Н. Чернокожев.), Просвета, 1998, 1999.
- Раковски и Ригас в културно-историческите модели на Балканското възраждане, Университетско издателство „Св. Кл. Охридски“, 2003.
- Литература за 8. клас, в съавторство с А. Малинов, Просвета плюс, 2017.

### Съставителство
- Български възрожденски стихове, Български писател, 1978.
- Българска възрожденска поезия. Антология. Подбор, редакция, въвеждаща студия и бележки, Български писател, 1980. Второ изд. 2012.
- Първи стихотворци, Български писател, 1981.
- Никола Козлев. Черен арап и Хайдут Сидер. (Редакция, предговор и бележки), Български писател, 1980.
- Георги Стойков Раковски. Съчинения в четири тома. (Том първи. Проза, поезия. Подбор, редакция и две студии – за автобиографичните трудове и за поезията на Раковски), Български писател, 1983.
- Г. С. Раковски. Избрани творби. (Въвеждаща студия, Животопис, Речник, Библиография, Бележки), Български писател, 1988
- Петко Р. Славейков. Хумор и сатира. (Подбор, редакция, въвеждаща студия и бележки), Слово, 1992.
- Паисий Хилендарски. История славянобългарска. Зографска чернова от 1762, Факсимилно издание. Съставители Кирил Топалов, Боряна Христова и Нина Вутова. (Със студия от Кирил Топалов за ролята и значението на Паисий Хилендарски и неговия труд в историята на Българското възраждане). Народна библиотека „Св. св. Кирил и Методий“ и Университетско издателство „Св. Климент Охридски“, 1998. Издание на английски език, 2000.
- Крали Марко – сила и закрила. (В съавторство), Университетско издателство „Св. Климент Охридски“, 2004.
- Българската критика за акритическата традиция. (В съавторство), Университетско издателство „Св. Кл. Охридски“, 2004.
- Крали Марко – героят пазител на границите. (В съавторство), Университетско издателство „Св. Кл. Охридски, 2004.
- Спомени и размисли за Петър Динеков. (Съст. в съавторство.) Академично издателство „Проф. Марин Дринов“, 2010.
- Иван Д. Шишманов. Избрани трудове. Библиотека „Университетско наследство“. (Съставителство и уводна студия „Иван Д. Шишманов – апостолът на българската наука“). Университетско издателство „Св. Кл. Охридски“, 2012.
- Христо Ботев. Поезия, проза, публицистика, писма. Съставителство, редакция, въвеждаща студия „Посланията на поета и публициста“, Фондация „Българско слово“, 2019.

### Преводи от гръцки
- Яковос Камбанелис. Одисей, върни се у дома, пиеса. Прев. в съавторство с Любен Топалов, 1987.
- Костас Асимакопулос. Емигранти, пиеса, 2000.
- Ино Балта. Майката на нощта, разкази, Унив. изд. „Св. Климент Охридски“ и Академия за балканска цивилизация, 2004.
- Илияс Симопулос. Поезия, Академия за балканска цивилизация, 2005.
- Василис Василикос. Академия за ангели, романи, Унив. изд. и Академия за балканска цивилизация, 2005.
- Тасос Атанасиадис. Тронната зала, роман, Академия за балканска цивилизация, 2005.
- Георги Кондогеоргис. Гръцката демокрация на Ригас Велестинлис, Академия за балканска цивилизация, 2009.
- Кириакос Хараламбидис. Брегът на ахейците. Избрана поезия. Академия за балканска зивилизация, 2010.
- Елени Фенгудаки. Преди пълна луна. Академия за балканска зивилизация, 2011.
- Василис Марагос. Паисий Хилендарски и Софроний Врачански. От православната идеология към изграждане на българската идентичност. Унив. изд. „Св. Климент Охридски“, 2012

## Награди
- Първа награда „Златният Лачено“ за сценарий на Международния кинофестивал в Авелино, Италия – за сценария на филма „Бъди благословена“, 1979.
- Специална награда на Лигата на Дружествата на Червения кръст, Червения полумесец и Червения Лъв и Слънце на Международния кинофестивал на Червения кръст и Червения полумесец във Варна за най-хуманен сценарий – „Бъди благословена“, 1979.
- Голямата награда на Централния съвет на Българския съюз за физическа култура и спорт – за романа „Бягай... Обичам те“ и сценария на едноименния игрален филм, 1980.
- Награда на Централния съвет на Българските профсъюзи – за романа „От тук до хоризонта“, 1982.
- Орден „Кирил и Методий“ I степен – за заслуги в областта на литературата и културата, 1985.
- Златният медал на град Атина – за приноса му като посланик за сближаването и взаимното опознаване на двете столици София и Атина, 2001 г.
- Златният кръст на Международната академия за елинистични изследвания „Козмас Етолос“, 2000.
- Големият кръст на Ордена на Феникс на Република Гърция – за приноса му като посланик за развиване на двустранните отношения, 2002.
- Почетният знак на Атлантическата асоциация на Гърция – за принос в евроатлантическото сътрудничество между България и Гърция, 2002.
- Почетният знак на гр. Лариса, Гърция – за принос в развитието на културните и политическите отношения между България и Гърция, 2001.
- Почетният знак на Общогръцкия театрален фестивал в Орестия – за „Приноса му за развитието на цивилизацията и приятелството на балканските народи чрез театъра и другите изкуства“, 2005.
- Най-високи държавни ордени на Светия Престол (2016), Черна Гора (2016) и Суверенния Военен Орден на Хоспиталиерите на Св. Йоан от Йерусалим, Родос и Малта (2017).
- Почетен знак на Македонския научен институт „За научен принос“, 2023.
- Орден „Стара планина“ I степен (2024)